# Cenote

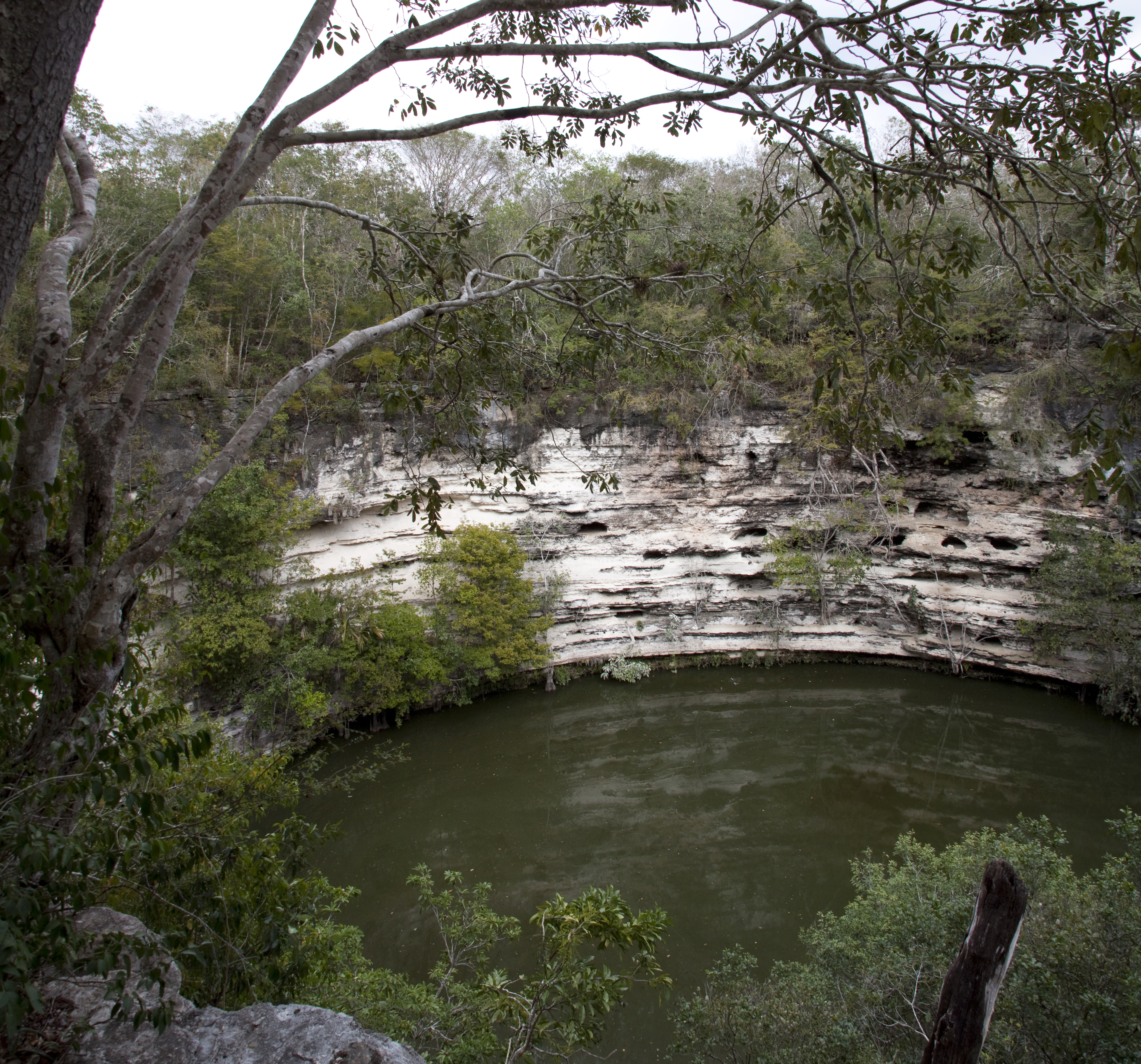
Der Cenote Sagrado von Chichén Itzá ist einer der bekanntesten Cenotes der Halbinsel Yucatán im Osten Mexikos

Ein Cenote (mayathan ts’ono’ot, in Ortsnamen meist dzonot) ist eine Karsthöhle mit Grundwasserzugang, die meist durch Einsturz der Höhlendecke dolinenartig als großes Kalksteinloch vorliegt, das mit Süßwasser gefüllt ist und als Brunnen dienen kann. Man unterscheidet manchmal – je nach Größe der Deckenöffnung – zwischen „offenen“, „halboffenen“ und „geschlossenen“ Cenotes.

## Beschreibung
Die Bezeichnung Cenote geht auf einen Ausdruck in der Sprache der Maya der mexikanischen Halbinsel Yucatán zurück, ts’ono’ot, der „Heiliger Quell“ bedeutet. Mehr als tausend Cenotes sind im mexikanischen Bundesstaat Quintana Roo bekannt, eine deutlich geringere Anzahl im benachbarten Bundesstaat Yucatán sowie in Belize. Insgesamt wird die Zahl an Cenotes auf der Halbinsel Yucatán auf über sechstausend geschätzt. Sie besitzen im Durchschnitt eine Tiefe von etwa 15 m, die zugehörigen Höhlensysteme vereinzelt auch von über 100 m. Cenotes sind nicht nur auf der Halbinsel Yucatán zu finden, sondern auch in der Dominikanischen Republik, sowie vereinzelt in Paraguay und Peru.

## Entstehung, Eigenschaften und Nutzung
Cenotes (spanische Pluralbildung; im Deutschen oft Cenoten genannt) entstehen in meeresnahen Karstgebieten. Durch die Auflösung des Kalkgesteins bilden sich in Zeiten niedrigen Meeresspiegels in der vadosen Zone Höhlen und unterirdische Wasserläufe. Bei hohem Wasserstand wird die Höhlendecke durch statischen Auftrieb gestützt. Sinkender Wasserstand und damit verringerter Auftrieb begünstigt den Einsturz (englisch aston collapse) des darüber liegenden Gesteins. Es entsteht eine Tagöffnung, die in der Fachsprache auch Einsturzdoline genannt wird und bis zum Grundwasser (Aquifer) reichen kann. Die Maya betrachteten diese Bildungen als Eingänge zur Unterwelt (xibalbá „Ort der Angst“) und nutzten sie häufig als religiöse Opferstätten. Die Höhlen galten als Sitz von Göttern der Unterwelt.

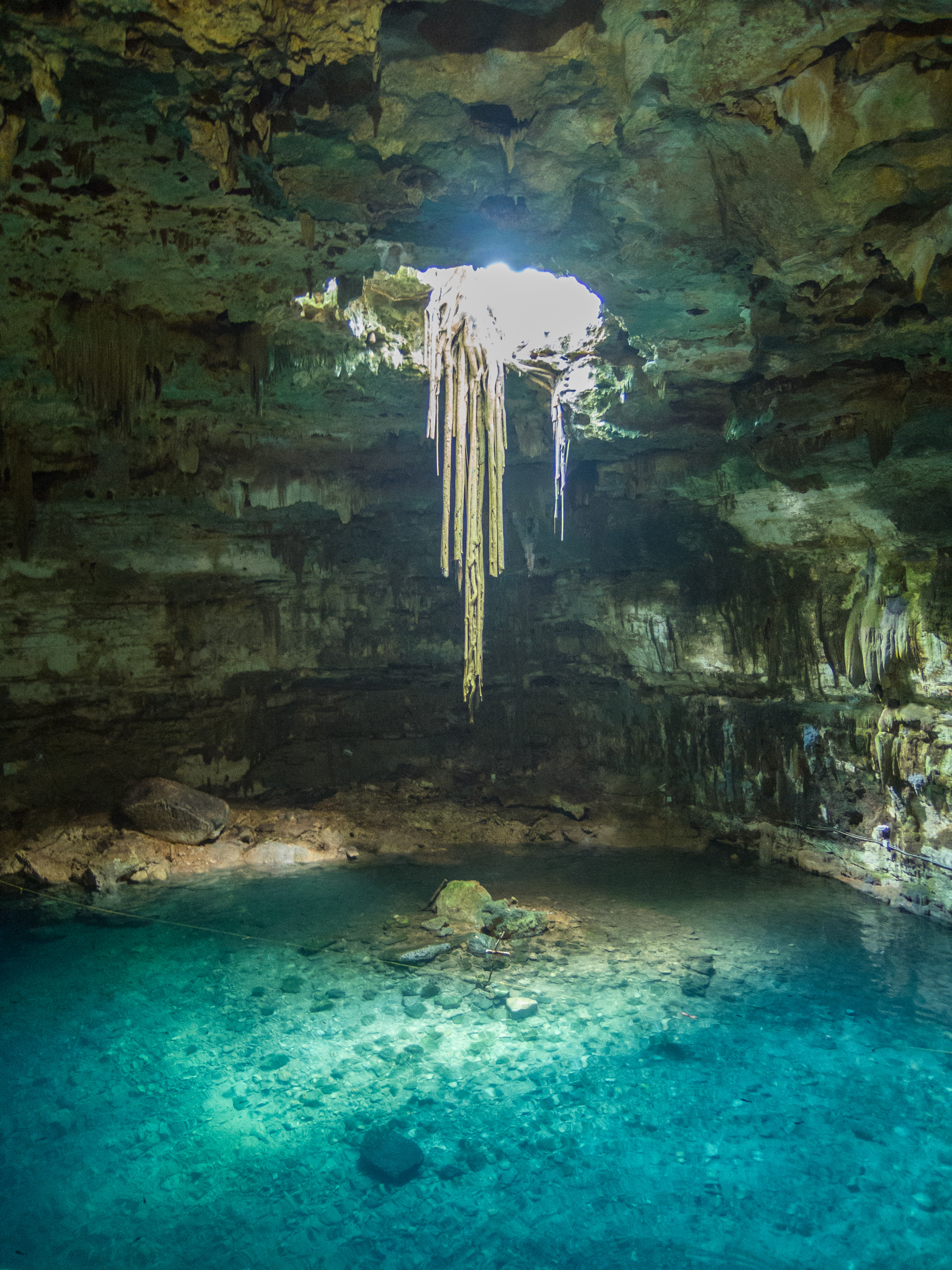
Cenote in Valladolid, Mexiko

Die Cenotes in Yucatán stehen mit dem vermutlich größten zusammenhängenden Unterwasserhöhlensystem in Verbindung. Die beiden bisher längsten Systeme (Sac Actun mit 379 km und Ox Bel Ha mit 347 km) sind über jeweils mehr als 150 Cenotes zugänglich. Die Gesamtlänge der 411 erforschten Unterwasserhöhlensysteme in Quintana Roo beträgt 1697 Kilometer (Stand Januar 2023).
Forscher nehmen an, dass diese wasserführenden Höhlensysteme für die Verlagerung der Maya-Zivilisation in das Tiefland und insbesondere dann in den nördlichen Teil Yukatans von Bedeutung waren. Nach dem Kollaps der klassischen Mayakultur im Tiefland hatten die Zentren im Norden Yukatans noch einige Zeit Bestand. Die Maya nutzten die Cenotes als Brunnen. Da die Wasserversorgung in den meisten anderen Hochkulturen von großen oberirdischen Flüssen wie Nil, Euphrat, Indus oder Ganges abhängt, bezeichnen einige Forscher das Höhlensystem auch als „großen Strom der Maya“. Im 9. Jahrhundert gingen die Niederschlagsmengen jedoch deutlich zurück und es kam zu anhaltenden Dürreperioden. Auch für die Bewaldung auf Yucatán sind neben aktuellen Niederschlägen die aufgefüllten ausgedehnten unterirdischen Wasserkörper wichtig. Die Cenotes bilden während der Trockenzeit oft die einzigen Wasserstellen und sind dementsprechend von einer vielfältigen Fauna bewohnt.
Während der Regenzeit füllen die einsickernden Wassermassen den Aquifer. Dieses Süßwasser lagert sich innerhalb der meeresnahen Höhlen auf dem dichteren Salzwasser ab, als Süßwasserlinse, sodass beides kaum vermischt übereinander existiert. Dabei bildet sich hinsichtlich des Salzgehaltes eine Sprungschicht aus, eine sogenannte Halokline. Deren Schichtgrenze liegt meeresnah wenige Meter tief und bis zu etwa 30 Meter tief im Landesinneren. Durch Mischungskorrosion kommt es im Bereich der Halokline zu einer Verbreiterung des Höhlenquerschnitts.

## Untersuchungen

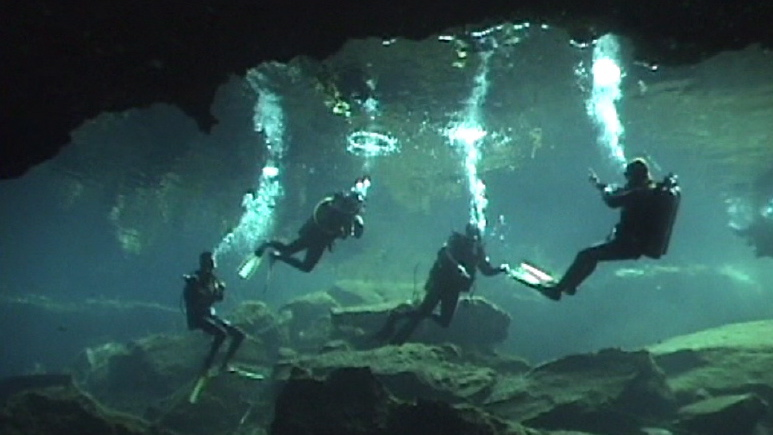
Cenote-Tauchen bei Tulúm, Mexiko

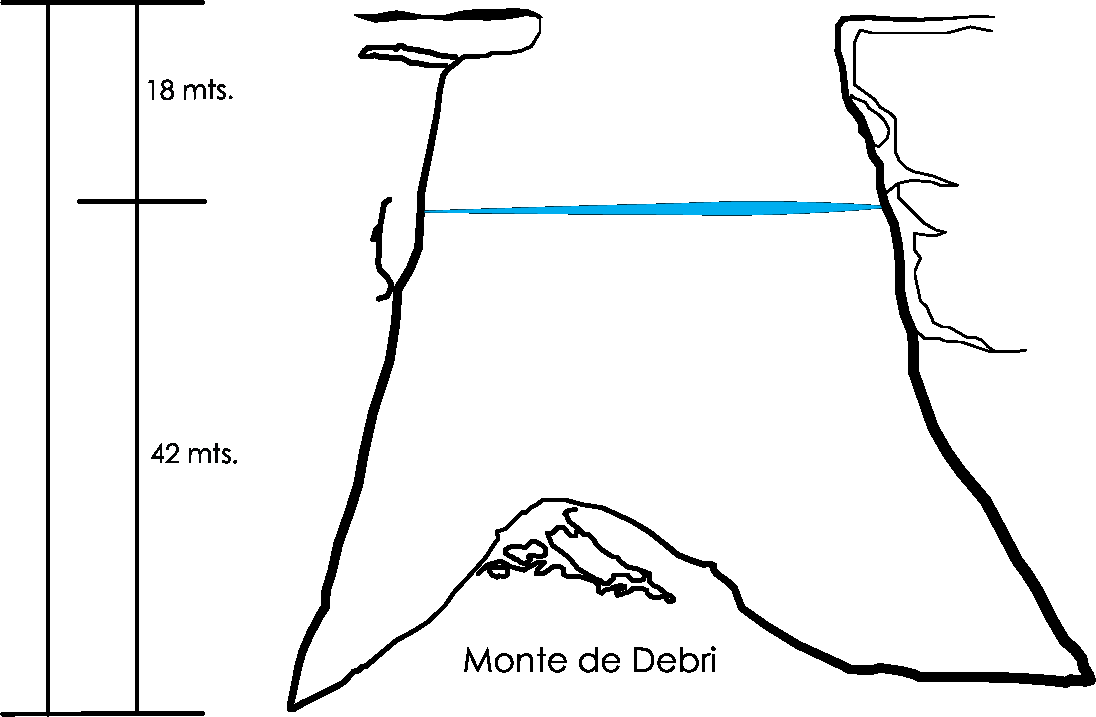
Schematischer Querschnitt des 60 Meter tiefen Cenote Ik Kil (Mexiko) – Wasserspiegel blau

An der Erforschung des Höhlensystems beteiligen sich Forscher aus aller Welt. In den 2010er Jahren untersuchten im Rahmen eines Projekts der Christian-Albrechts-Universität in Kiel Höhlentaucher und Wissenschaftler verschiedener Forschungsrichtungen einige Cenotes. Dabei wurden unter anderem Opfergaben wie Schmuck, Keramikgefäße und menschliche Überreste gefunden. Diese Spuren gelten als Zeichen, dass die Maya Menschenopfer durchführten, um die Götter gnädig zu stimmen, wie es bereits aus Untersuchungen der Kultstätte Chichén Itzá bekannt ist. Außerdem wurden die Höhlen als Friedhöfe genutzt. Die allermeisten Funde machten die Forscher in der Nähe der Höhleneingänge. Doch fanden sich in tieferen Höhlenbereichen auch prähistorische Zeugnisse menschlicher Aktivitäten, darunter eine 8500 Jahre alte Feuerstelle und ein Skelett. Diese Teile der Höhlen füllten sich erst einige Jahrtausende später mit Wasser, denn der Meeresspiegel lag damals rund 100 Meter unter dem heutigen Niveau.
Auch Amateurtaucher haben sich immer wieder in das Höhlensystem hinab begeben, mehrere hundert sollen schon zu Tode gekommen sein. Gefahren ergeben sich nicht nur durch eine extreme Tiefe mancher Tunnelsysteme, völlige Dunkelheit, schmale Durchgänge und die teilweise scharfkantige Struktur der Wände und Decken. Durch Bewegungen oder Luftblasen der Tauchgeräte können sich zudem Ablagerungen lösen und Lawinen hervorrufen.

## Flora und Fauna

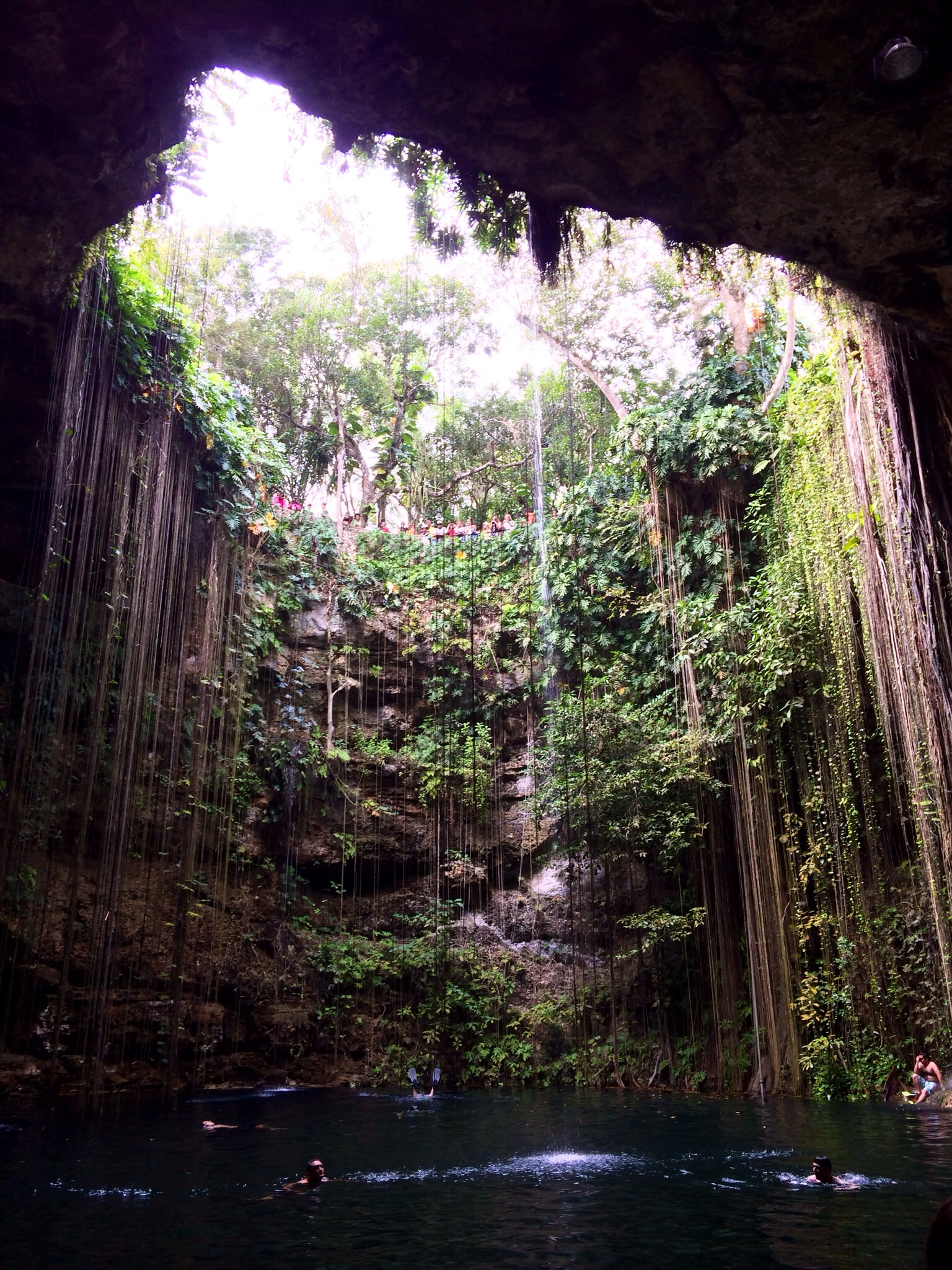
Cenote Ik Kil in Mexiko mit Badenden

Die Ufer der Cenotesöffnungen sind mit Sumpfpflanzen und Seerosengewächsen (Nymphaeaceae) bedeckt, das blanke Gestein unter Wasser mit krustierend wachsenden Rotalgen (Rhodophyta). An den Ufern leben zuweilen Sumpfschildkröten der Unterart Trachemys venusta venustra, fast ständig im Wasser die bissige Schlammschildkrötenart Kinosternon leucostomum.
Zur Fischfauna gehören die Buntbarsche Amphilophus robertsoni, Rocio gemmata und Friedrichsthals Buntbarsch (Parachromis friedrichsthalii), die im Osten Yukatans endemisch vorkommen, Paraneetroplus synspilus und der Schwarzgebänderte Buntbarsch (Rocio octofasciata); außerdem die blinde Brotulaart Typhliasina pearsei, der Spitzmaulkärpfling (Poecilia sphenops), Poecilia mexicana, der Segelkärpfling (Poecilia velifera), der Zweifleckkärpfling (Pseudoxiphophorus bimaculatus), die Schläfergrundel Gobiomorus dormitor, der Guatemala-Antennenwels (Rhamdia quelen) und die Salmlerarten Astyanax aeneus, Astyanax fasciatus und Astyanax mexicanus. Von Letzterem werden die Cenoten durch die „Normalform“ besiedelt, während die als Blinder Höhlensalmler bekannte blinde Höhlenform nur in drei Höhlen im zentralmexikanischen Bundesstaat San Luis Potosí vorkommt.

## Chicxulub-Krater

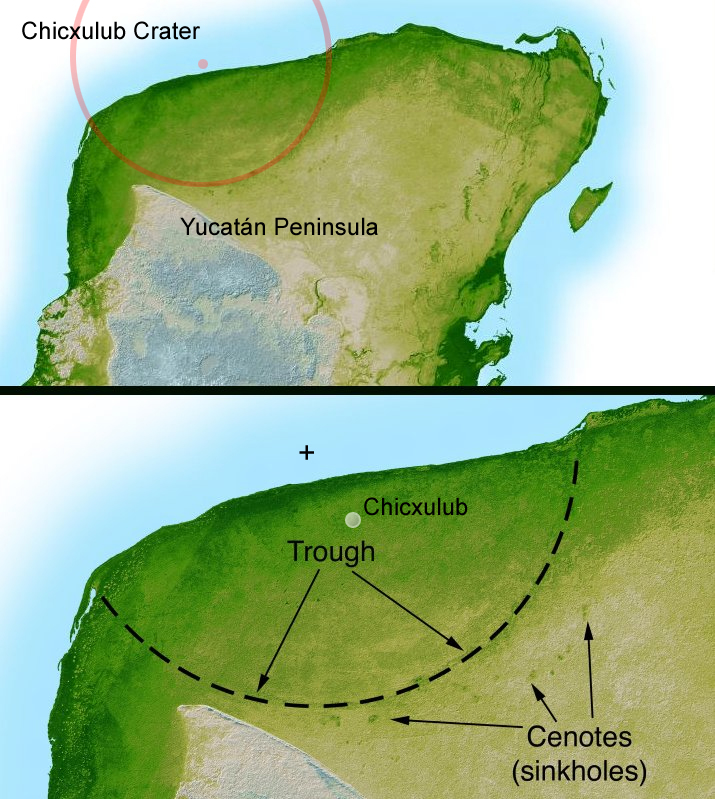
Kraterrand bei Chicxulub auf der Halbinsel Yucatan

Im Nordwesten von Yukatan folgen wasserführende Schichten und dort entstandene Karsthöhlen einer großen Ringstruktur, die vor etwa 66 Millionen Jahren durch den Impakt eines Himmelskörpers gebildet wurde. Der Rand des entstandenen Chicxulub-Kraters ist inzwischen durch Sedimentation eingeebnet, lässt sich aber aufgrund der Unterschiede der unterliegenden Gesteine an Abweichungen der Schwerebeschleunigung erkennen. Diese Schwereanomalien zeigen eine ringförmige Impaktstruktur mit etwa 88 km Radius, die sich auf der Halbinsel Yukatan im Norden ungefähr als ein Halbkreis abzeichnet, den die Lage einer Reihe von Cenotes nachbildet.